# Нараевка (Хмельницкая область)
Нараевка (укр. Нараївка) — село в Славутском районе Хмельницкой области Украины.
Население по переписи 2001 года составляло 381 человек. Почтовый индекс — 30023. Телефонный код — 3842. Занимает площадь 1,93 км². Код КОАТУУ — 6823981502.

## Местный совет
30023, Хмельницкая обл., Славутский р-н, с. Великий Скнит